# Fons memorabilium universi

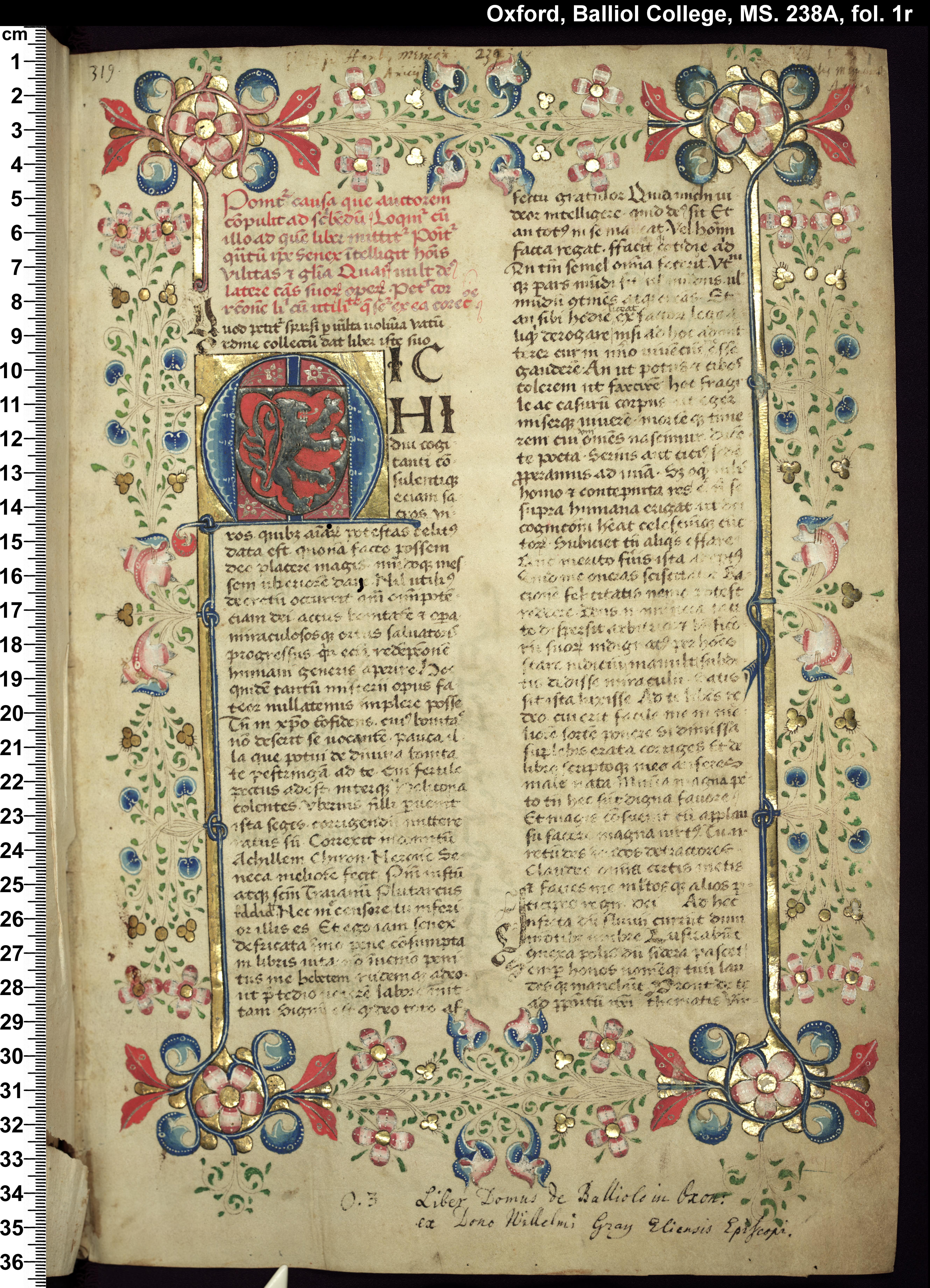
Первая страница первого из пяти томов иллюминированной рукописи копии энциклопедии Fons memorabilium univers, созданной по заказу Уильяма Грея (епископа Эли) примерно в 1444–1448 гг. и подаренной Греем Баллиол-колледжу.

Fons memorabilium universi - («Источник примечательной информации о вселенной») — ранняя энциклопедия, написанная на латыни итальянским гуманистом Доменико Бандини из Ареццо (также известным как Доменико ди Бандино или Доминикус Бандинус, ок. 1335–1418).
Содержание энциклопедии охватывало вопросы природы Бога, теологии, мир природы, как это было обычно для энциклопедий того времени. Также включала объемистую последнюю часть, посвященную человеку и историческим личностям, философии и истории, этике, еретикам и женщинам.
Бандини, учитель грамматики и риторики, живший во Флоренции, Болонье, Читта-ди-Кастелло и Ареццо, работал над энциклопедией с 1374 года до своей смерти в 1418 году.
В период его работы во Флоренции на него оказал влияние Колуччо Салютати, и это влияние заставило его в своих работах уделять особое внимание темам, связанным с классической древностью.
Сын Бандини Лаврентий завершил и опубликовал работу после смерти Бандини и добавил к ней предисловие, в котором, в частности, превентивно защищал работу от критики её стиля.
Сохранилось как минимум 26 рукописных экземпляров работы. Фотографии рукописи, находящейся том числе одна в Баллиол-колледже доступны в Интернет. Два экземпляра находятся в Библиотеке Ватикана. Многие из них содержат лишь части работы. Все они датируются периодом до 1460 года. Разные экземпляры состоят из разного числа томов, от двух до пяти это зависит от стиля и размера письма.
Работа Бандини не оказала большого влияния на современников и была почти забыта уже в 15 веке. Она так и не была напечатана, оставшись в рукописных копиях, в отличие от очень успешной энциклопедии XIII века «De proprietatibus rerum» Бартоломея Английского, из которой Бандини много заимствовал. Бандини также часто цитировал более ранние работы Марка Теренция Варрона, Плиния Старшего, Гая Юлия Солина, Исидора Севильского и Рабана Мавра.